# Argancy
Argancy település Franciaországban, Moselle megyében. Lakosainak száma 1334 fő (2022. január 1.). Argancy La Maxe, Antilly, Chailly-lès-Ennery, Charly-Oradour, Ennery, Hauconcourt, Malroy és Woippy községekkel határos.

## Népesség
A település népességének változása:
| Lakosok száma | 731  | 1007 | 1058 | 1317 | 1338 | 1354 | 1343 | 1339 | 1337 | 1334 |
|               | 1968 | 1982 | 1990 | 2006 | 2013 | 2015 | 2017 | 2019 | 2020 | 2022 |